# 原田明絵
原田 明絵（はらだ あきえ、1987年1月22日 - ）は、日本の元AV女優、元歌手。

## 人物略歴
趣味は、スノーボード、ダーツ。
埼玉県出身。2007年7月7日までアイドルユニットMUH〜に所属していた。その後一度、芸名を愛羽ひなに変え、フリーで活動していたが、再び原田明絵として活動中。MUH〜で一緒だった優璃香（森由理香）と二人組girlsユニットDIAMOND DOLLとして、ライブを中心に活動していた。
2009年9月27日のブログで芸名を再び原田明絵とすることを発表した。
2010年11月、MUTEKIレーベルからAVデビュー
2011年2月1日、アイデアポケットへ移籍
2012年4月1日、SODクリエイトへ移籍
2012年11月21日、自身のブログでAV引退を発表
2012年12月20日、自身の作品をもって引退。

## 作品

### 写真集
- 十七歳 初恋センチメンタル（2005年1月28日、ワイレア出版、撮影：安藤青太）ISBN 978-4813020134
- Girls syndrome（2012年3月25日、彩文館出版、撮影：野川イサム）ISBN 978-4775605158

### イメージビデオ
- 明絵にタッチ（2005年3月18日、カムイ）
- yellow☆magic（2007年1月22日、SHATEN）
- 私立H学園（2010年7月25日、Air Control）
- エロキュート（2011年8月30日、オルスタックピクチャーズ）
- 新世界 ここまで魅せていいのです（2012年2月23日、INTEC Inc）
- REAL X REAL Xシリーズ（2012年6月29日、ビーエムドットスリー）
- ノーモザイクSEXノ乱（2012年7月23日、ターンテーブル）未公開編収録
- 新世界feat.R18（2012年7月23日、INTEC Inc）
- ドラスティック チャレンジ vol.4（2012年10月20日、ドラスティック）
- Be NuDE…（2012年12月14日、STAR ANISE）

### アダルトビデオ
2010年
- 清純聖女（11月1日、MUTEKI）

2011年
- ハイパーアイドル本番解禁（2月1日、アイデアポケット）
- ハイパーアイドル顔射解禁（3月1日、アイデアポケット）
- 学校でしようよ!（4月1日、アイデアポケット）
- 原田明絵の濃厚な接吻とSEX（5月1日、アイデアポケット）
- 僕と明絵の甘～い性活（6月1日、アイデアポケット）
- ゴージャスオナニーサポート アナタのオナニーをお手伝いします（7月1日、アイデアポケット）
- 汗だくSEX（8月1日、アイデアポケット）
- 瞬殺!一撃バズーカ顔射（9月1日、アイデアポケット）
- IP PLATINUM GIRLS COLLECTION 2011（10月1日、アイデアポケット）未公開編収録
- DIGITAL CHANNEL DC85（10月1日、アイデアポケット）
- 理性解禁!ヨダレを垂らしまくってイキまくる明絵（11月1日、アイデアポケット）
- 3D（12月1日、アイデアポケット）

2012年
- 原田明絵とおっさんのチュウチュウベロベロ（1月7日、アイデアポケット）
- あきえつぅ～ん!（2月1日、アイデアポケット）※総集編
- ぬがせっ!!ハーレム野球拳 2（2月24日、メディアバンク）UMD Video
- ツンデレ妹LOVER（3月1日、アイデアポケット）
- パイパン×中出し解禁 学園コスプレ4cos 無敵アイドル（4月5日、SODクリエイト）
- 原田明絵ちゃん タオル一枚男湯入ってみませんか?（5月10日、SODクリエイト）
- 僕の妹が寝取られて（6月7日、SODクリエイト）
- は～ら～だ、あきえです!（7月1日、アイデアポケット）※総集編
- 中出し天国（7月5日、SODクリエイト）
- 手コキ＆性交クリニック ACE ver.（8月9日、SODクリエイト）
- 中出し性感フルコース（9月20日、SODクリエイト）
- ショートカットの女の子は好きですか?（10月18日、SODクリエイト）
- ツンデレっ娘にゲリラ中出し!（11月22日、SODクリエイト）
- AV引退×完全燃焼セックス（12月20日、SODクリエイト）

### アダルトサイト
- Tokyo-247-376 Akie 原田明絵

### Vシネマ
- 池袋ヤンキー戦争2　沙希（2011年9月16日、GPミュージアム、DVD）
- 最強若妻パチンカー千尋（2012年3月2日、シネマファスト、DVD）

## テレビ
- 秋葉な連中（2002年、テレビ東京）
- 品川庄司の秋葉☆りむじん（2003年、テレビ東京）
- ヴィーナス・フューチャー＃91（2011年、エンタ!371）
- おねだりマスカットDX!（2011年4月6日～、テレビ東京）
- 桃のささやき（2011年4月13日初回放送、MONDO TV）